# Pło

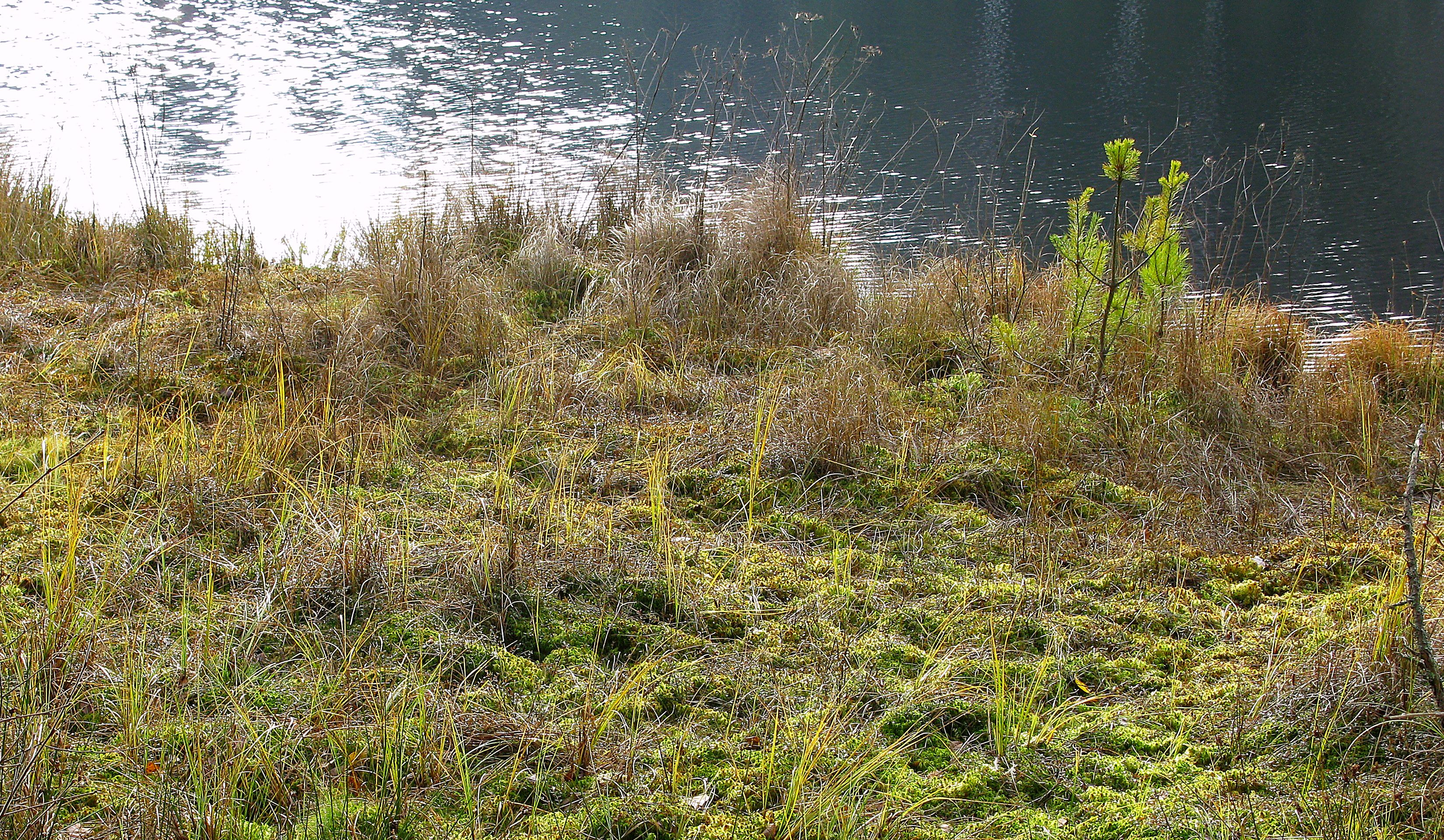
Pło przy sucharze Konopiak w Wigierskim Parku Narodowym

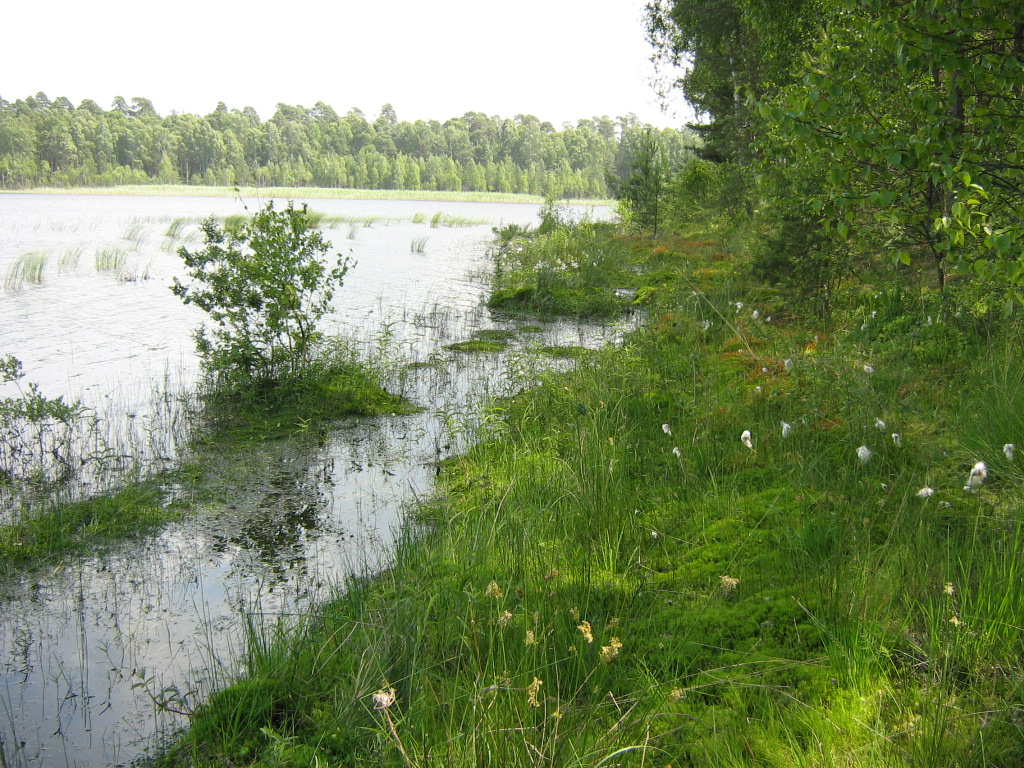
Jezioro Krasne w Borach Tucholskich. Jezioro lobeliowe, mezohumusowe, zarastane przez mszyste pło torfowiska przejściowego

Pło (regionalnie także pod nazwą spleja) – kożuch roślin torfowiskowych występujący na wodzie w formie zarastającego brzegu lub rodzaj pływającej wyspy, powstałej w wyniku odrywania się mszarów torfowcowych porastających brzegi jeziora. Stanowi etap zarastania zbiornika wodnego, tworząc trzęsawisko. Zwykle ma charakter torfowiska przejściowego.
Pło otacza zbiornik wodny, czasem pokrywając całkowicie tak, że woda tworzy pod nim soczewkę.
Rodzajem pła jest wiszar.
Pło na zarastającym jeziorze eutroficznym tworzy system kłączowo-korzeniowy roślin szuwarowych. Może ono być budowane przez pło paprociowo-trzcinowe (Thelypteridi-Phragmitetum), ale często pojawiają się gatunki typowe dla zbiorowisk z klasy Scheuchzerio-Caricetea nigrae, jak czermień błotna, siedmiopalecznik błotny czy bobrek trójlistkowy oraz mchy. Oprócz pła paprociowego na brzegu zbiorników eutroficzych występuje pło szalejowe (Cicuto-Caricetum pseudocyperi). Różne rodzaje pła mogą porastać brzegi tego samego zbiornika.
Pło prawie pozbawione warstwy mszystej może tworzyć szuwar kłociowy (Cladietum marisci).

## Pło torfowcowe
Pło na powierzchni jezior dystroficznych w znacznej mierze tworzy darń torfowców, stąd określane jest jako pło torfowcowe. W Polsce fazę inicjalną, jeszcze mało zbitą, z reguły tworzy torfowiec spiczastolistny, czasem z warnstorfią pływającą. W części zbitej, choć silnie uwodnionej, najbliżej otwartej toni wodnej staje się on domieszką wraz z torfowcem tępolistnym, a dominuje w niej torfowiec kończysty, podczas gdy w części grubszej i mniej uwodnionej darń tworzą torfowiec magellański i czerwonawy. Kilkudziesięciocentymetrowy pas pła najbliżej otwartej wody porastają rośliny ze zbiorowiska Caricetum limosae (turzyca bagienna, turzyca nitkowata, bagnica torfowa, gorysz błotny). Następne kilka metrów zajmuje Rhynchosporetum albae budowane również przez bagnicę, ale też przygiełkę białą, bobrek trójlistkowy, siedmiopalecznik błotny czy rosiczki. Jeszcze szersza jest kolejna strefa, w której oprócz torfowców w warstwie mszystej pojawia się płonnik cienki lub słomiaczek złotawy. Poza tym darń mszaru przerośnięta jest przez wełniankę pochwowatą lub wąskolistną oraz krzewinki wrzosowate (żurawina błotna, modrzewnica pospolita, borówka bagienna, bagno zwyczajne). Najbardziej lądową część pła porasta bór sosnowy bagienny.
Pło torfowcowe przyrasta nie tylko przez penetrację wody przez pływające maty torfowców, ale także kłączy bobrka czy czermieni błotnej. Ponadto darń rozrasta się także wewnątrz pła, wypychając najbardziej zewnętrzne fragmenty na toń wodną. Pło może się rozerwać pod wpływem falowania lub rozsadzania mrozowego, tworząc pływające wyspy. Wyspy te mogą z czasem przyłączyć się ponownie do zwartego pła.

## Nazwa
Współcześnie nazwa „pło” oznacza teren podmokły, ale zakrywający warstwę wody. Według Aleksandra Brücknera dawniej oznaczał wodę otwartą, np. jezioro, a wyrazami pokrewnymi są „ploso” i „pleso”. Synonimem słowa „pło” jest „spleja”.